# Thymus canoviridis
Thymus canoviridis — вид рослин родини глухокропивові (Lamiaceae), ендемік Туреччини.

## Поширення
Ендемік Туреччини.